# VOICE OF OOPARTS
『VOICE OF OOPARTS』（ヴォイス・オブ・オーパーツ） は、EPOの14枚目のスタジオ・アルバム。1994年3月9日に発売された。発売元はTMファクトリー / 東芝EMI。

## 概要
タイトルの ″ヴォイス・オブ・オーパーツ″ は ″声の工芸品″ を意味する。レコーディングは初めて沖縄で行われた。
シングル「きっと -光のありか-/遠い窓 近い窓」を収録。今作は1曲を除いてEPO自身が作詞作曲を手掛けており、収録曲のほとんどが生音を重視したアコースティック・サウンドとなっている。唯一EPOの自作曲ではないM-11「トラヴェシア」は、リオ・デ・ジャネイロ出身のシンガーソングライター、ミルトン・ナシメント「Travessia」のカバー。1曲目に収録された「涙」は、文部省認定曲で教科書にも取り上げられた。

### 批評
音楽情報サイトCDジャーナルの商品ページでは、「いつものEPOもいいが、今回のようにほとんどがアコースティックというのもまた違う味わいがあっていい。生音をバックに唄う彼女の声は母性にも似たやさしさを漂わせており、そしてなぜか懐かしくもある。」と評されている。

## 収録曲
| 全作詞・作曲: EPO (特記以外)。 |                                                              |                |                |                  |                  |      |
| #                              | タイトル                                                     | 作詞           | 作曲・編曲     | 編曲             | ストリングス編曲 | 時間 |
| 1.                             | 「涙」                                                       | EPO (特記以外) | EPO (特記以外) | 笹子重治         |                  | 3:08 |
| 2.                             | 「とめにこ」                                                 | EPO (特記以外) | EPO (特記以外) | 笹子重治         | 金子飛鳥         | 4:26 |
| 3.                             | 「洗いたての目」                                             | EPO (特記以外) | EPO (特記以外) | EPO・笹子重治    |                  | 4:04 |
| 4.                             | 「ななつちがい」                                             | EPO (特記以外) | EPO (特記以外) | 菅野よう子       |                  | 4:42 |
| 5.                             | 「遠い窓 近い窓」                                            | EPO (特記以外) | EPO (特記以外) | 門倉聡・笹子重治 |                  | 4:49 |
| 6.                             | 「水色の声」                                                 | EPO (特記以外) | EPO (特記以外) | EPO・門倉聡      |                  | 4:47 |
| 7.                             | 「Kal / Invoke」                                             | EPO (特記以外) | EPO (特記以外) | EPO・笹子重治    |                  | 6:10 |
| 8.                             | 「科学が神秘に恋してる」                                     | EPO (特記以外) | EPO (特記以外) | EPO・菅野よう子  |                  | 3:12 |
| 9.                             | 「開きかけた扉」                                             | EPO (特記以外) | EPO (特記以外) | EPO・菅野よう子  |                  | 3:05 |
| 10.                            | 「きっと -光のありか-」                                      | EPO (特記以外) | EPO (特記以外) | 門倉聡・笹子重治 |                  | 4:22 |
| 11.                            | 「トラヴェシア」(作詞：秋元カオル / 作曲：Milton Nascimento) | EPO (特記以外) | EPO (特記以外) | 笹子重治         | 門倉聡           | 5:08 |
| 12.                            | 「OOPARTS」                                                  | EPO (特記以外) | EPO (特記以外) | EPO・門倉聡      |                  | 2:36 |
| 合計時間:                      | 合計時間:                                                    | 合計時間:      | 合計時間:      | 63:52            |                  |      |

## 発売履歴
| 発売日         | レーベル           | 規格 | 規格品番   | 備考   |
| -------------- | ------------------ | ---- | ---------- | ------ |
| 1994年3月9日   | TM FACTORY/東芝EMI | CD   | TOCT-8301  |        |
| 2022年10月26日 | Universal Music    | CD   | UPCY-90135 | 再発盤 |

## シングル

### 概要
1993年10月20日に発売された両A面シングル。「きっと -光のありか-」は東京ビューティーセンターCMソング。「遠い窓 近い窓」は、朝日新聞CFイメージソング。規格品番はTODT-3112。

### 収録曲
| 全作詞・作曲: EPO、全編曲: 門倉聡・笹子重治。 |                                       |       |            |      |
| #                                             | タイトル                              | 作詞  | 作曲・編曲 | 時間 |
| 1.                                            | 「きっと -光のありか-」               | EPO   | EPO        | 4:22 |
| 2.                                            | 「遠い窓 近い窓」                     | EPO   | EPO        | 4:52 |
| 3.                                            | 「きっと -光のありか-」(instrumental) | EPO   | EPO        | 4:22 |
| 合計時間:                                     | 合計時間:                             | 13:36 |            |      |

## 関連商品
2013年12月11日には、ユニバーサルミュージックの廉価企画盤 ″2 for 1シリーズ″ の一枚として、本作と1992年のアルバム『Wica』の2枚をワンセットにした『Wica+VOICE OF OOPARTS』が発売された。